# 長湯温泉

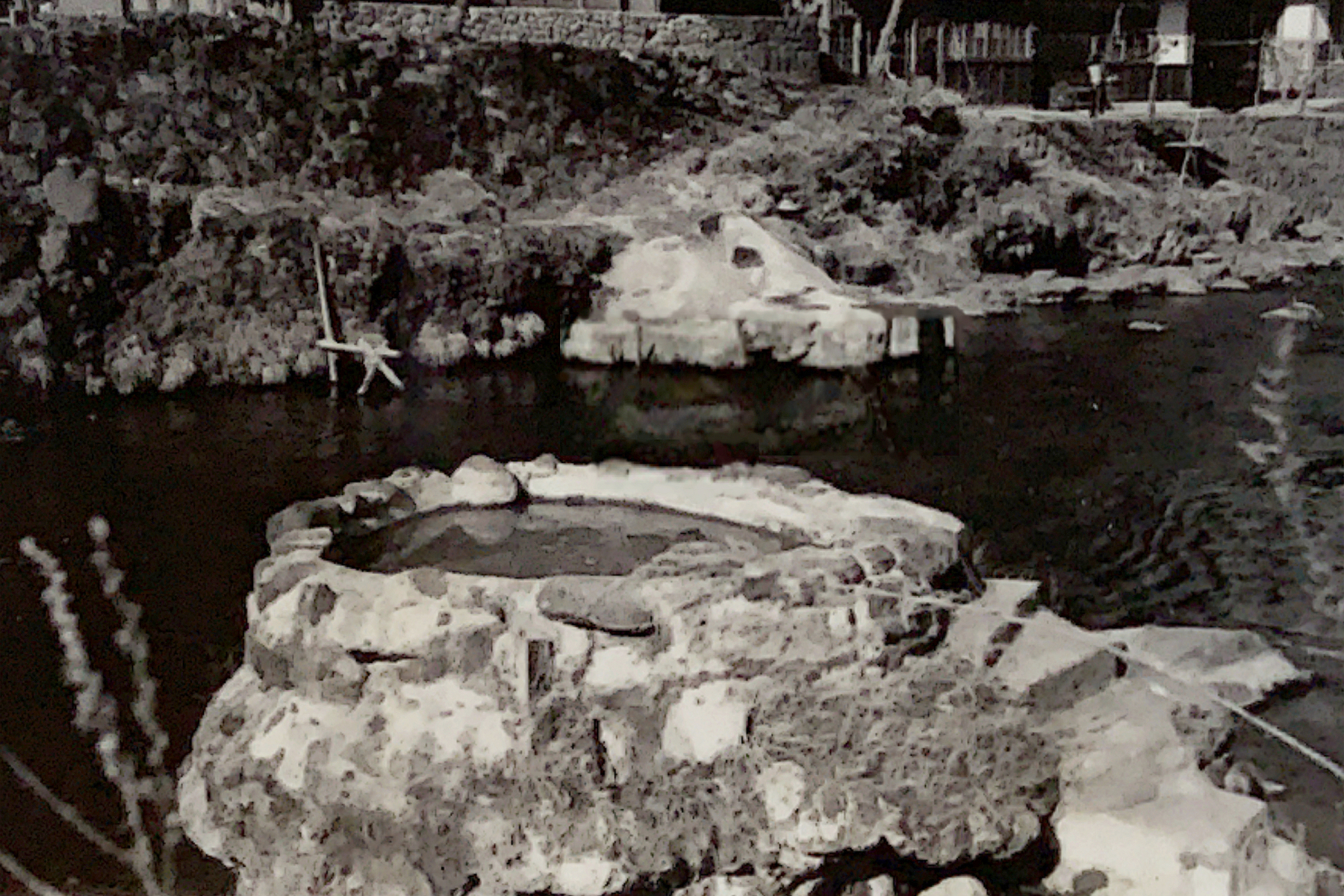
ガニ湯（1950年頃）

長湯温泉（ながゆおんせん）は、大分県竹田市直入町（旧国豊後国）にある温泉である。炭酸濃度、湧出量、温度から「世界屈指の炭酸泉」、「日本有数の炭酸泉」とされ、その効能（飲泉含む）で知られている。

## 泉質
- 炭酸水素塩泉・二酸化炭素泉[2]
  - 源泉数：36[2]
  - 源泉温度：24.6℃ - 52℃[2]
  - 湧出量：16.1-290リットル／分[2]

炭酸水素塩泉は、源泉によって透明から黄白濁まで色が異なる。二酸化炭素泉は、無色透明である。各施設とも基本的に源泉かけ流しを行っている。
1985年、花王が全国の炭酸泉を調査し、長湯温泉が日本有数の炭酸泉であるとし、長湯温泉ではこれを受けて1988年-1989年頃から「日本一の炭酸泉」を掲げるようになった。しかし、2006年8月に客から数値の裏付けがない等の指摘があり、大分県からの指導もあって一時使用を自粛。湯温泉協会が調査したところ、全国で6箇所ある日本一を名乗る炭酸泉のうちで、長湯温泉は炭酸ガス濃度は中位であるものの、湧出量がトップクラスで湯温も適温であったため、これらを総合的評価すると日本一であるとして、2007年12月7日に「日本一の炭酸泉」を再宣言している。
炭酸ガスは水温が高いほど水に溶けにくくなる。水温ごとの飽和溶解度は以下の通りである。
- 0℃ - 約3,400mg/リットル
- 40℃ - 約1,000mg/リットル
- 50℃ - 約900mg/リットル

したがって、炭酸ガス濃度は泉温によって大きく異なることになる。また、炭酸ガスの泡が付着するかどうかは、炭酸ガスの濃度以外に、温度や他の含有成分の影響もあるため、長湯温泉にも泡が付着する温泉と付着しない温泉がある。
長湯温泉の主要な温泉ごとの泉質は以下の通りである。
- 長湯温泉療養文化館 御前湯 3階大浴場[3]
  - 泉温 - 46.8℃
  - 水素イオン濃度（ph） - 7.5
  - 遊離二酸化炭素 - 918.4mg/リットル
  - 炭酸水素イオン - 2684.9mg/リットル
- ラムネ温泉館 ラムネ温泉[7]
  - 泉温 - 32℃
  - 遊離二酸化炭素 - 1,380mg/リットル

### 効能
糖尿病・胃腸病・心臓病。飲泉は内臓系に効能がある。
※ 効能は万人に対してその効果を保証するものではない。

## 温泉街

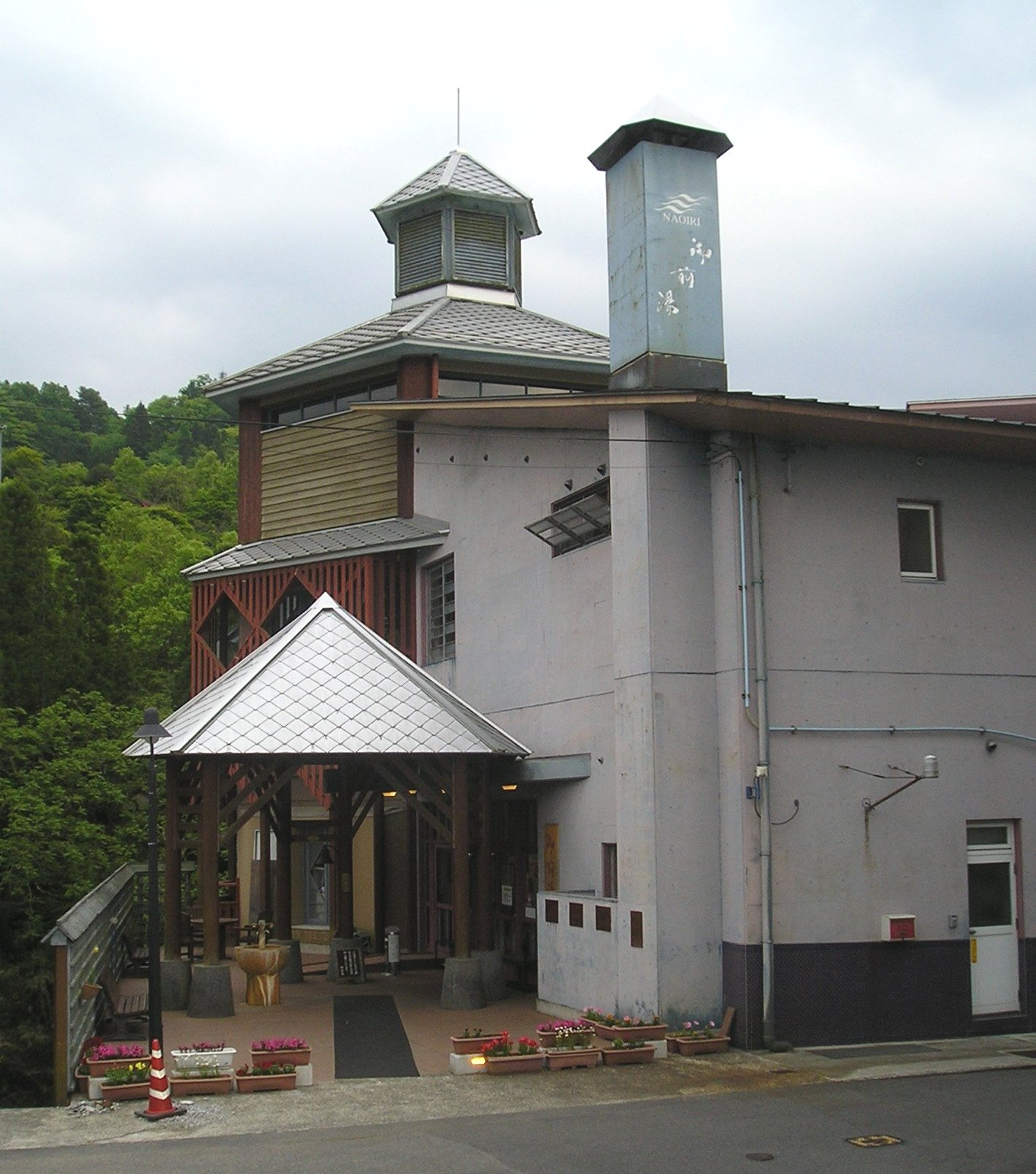
長湯温泉療養文化館 御前湯

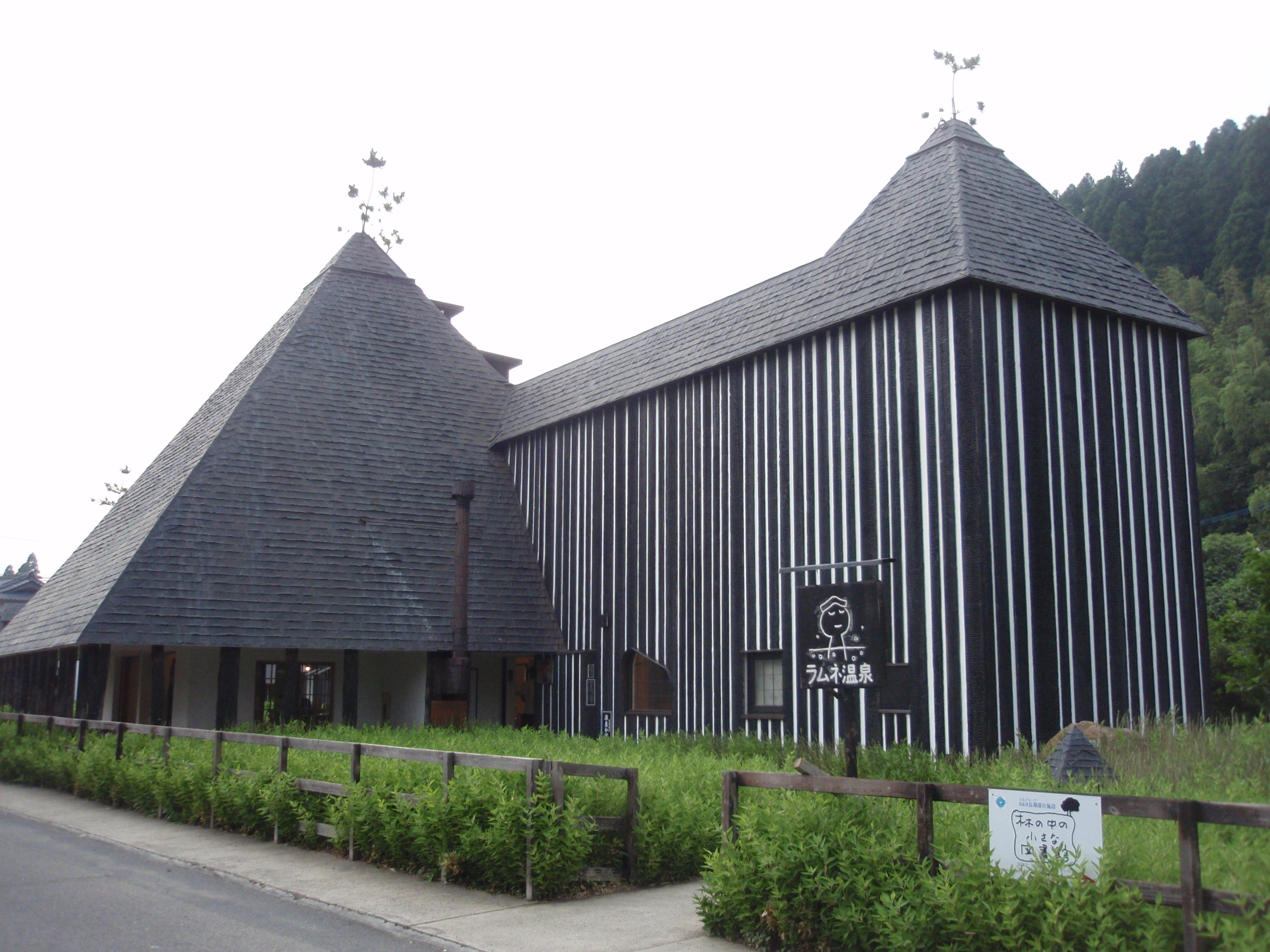
ラムネ温泉館

### 概要
芹川の流れに沿って旅館や国民宿舎の他、公衆浴場・共同浴場が点在し、その周辺は田園風景が広がる。ガニ湯周辺には旅館や温泉施設が比較的集中しているが、ネオンサインの類は無い。飲泉所・湧水が点在している。
- 施設[2]
  - 日帰り温泉 - 12（うち休業中 2）
  - 旅館など宿泊施設 - 15
  - 飲泉 - 29（うち休業中 2）
  - 病院 - 1（入院での温泉治療は休止中）

### 主要公衆浴場・共同浴場
長湯温泉療養文化館 御前湯
- 所在地 - 大分県竹田市直入町長湯7962-1
- 入浴料 - 大人500円、小学生200円、家族湯2,000円（50分）
- 竹田市（旧直入町）は炭酸泉で有名なドイツのバートクロツィンゲン市と姉妹都市提携をしており、それにちなんで旧直入町によって作られた洋館風温泉館。設計は象設計集団（富田玲子）[9][10]。現在は竹田市の市営となっている[2]。休憩仮眠所もある。

ラムネ温泉館
- 所在地 - 大分県竹田市直入町大字長湯7676-2
- 入浴料 - 大人500円、家族風呂2,000円（1時間）
- 芹川沿いに建つ木造小屋風の施設。湯は透明の炭酸泉で名の通り（砂糖の入っていない）ラムネのように見えるが、鉄分等が多く、砂糖を加えても味はラムネとは異なる。設計は建築家の藤森照信[12]。ロゴ及びキャラクターのデザインは南伸坊[13]。

長湯歴史温泉伝承館「万象の湯」
- 所在地 - 大分県竹田市直入町大字長湯3264-1
- 入浴料 - 500円（小学生以下100円）

ガニ湯（カニ湯）
- 所在地 - 大分県竹田市直入町長湯
- 入浴料 - 無料
- 芹川の川原にある石組の露天風呂。無料・混浴。脱衣所は無く、浴槽も周辺の道路や旅館から見える。夜はせせらぎを聞きながら星見の露天が楽しめる。湯色は黄白濁で、湯温はぬるめ。パイプでの引き湯なので、炭酸は抜けている。

温泉交流館 長生湯
- 所在地 - 大分県竹田市直入町長湯7993-3
- 入浴料 - 200円
- 庶民的な値段で利用できる公衆浴場。

ながの湯
- 所在地 - 大分県竹田市直入町長湯7961
- 入浴料 - 大人200円、小人100円、家族湯1,000円（50分）

天満湯
- 所在地 - 大分県竹田市直入町長湯
- 入浴料 - 100円
- 庶民的な値段で利用できる公衆浴場。長生湯の対岸に位置する。休業中。

#### クアパーク長湯[19]
- 所在地 - 大分県竹田市直入町長湯3041-1
- 入浴料 - 800円
- 重炭酸泉浴と運動ができる温泉療養複合施設。設計は坂茂。坂が得意とする素地をそのまま見せるデザインが特徴。

伊藤医院
- 所在地 - 大分県竹田市直入町大字長湯7985-5
- 入浴料 - 通常の診療費に含まれる
- 患者向けに2ヶ所の浴場を併設している（現在は入院患者の受け入れは休止中）。

## 歴史
- 奈良時代初期の『豊後国風土記』に、長湯温泉を指すとみられる記述が存在する[2]。
- 1706年（宝永3年）8月 - 岡藩主中川家の入浴及び宿泊のために温泉を取り込んだ御茶屋が建設される[21]。
- 1781年（安永10年） - 中川寛得軒の設計、岡藩の普請により、新湯（御前湯）が作られる[21]。
- 1933年（昭和8年） - 九州帝国大学の松尾武幸博士が長湯温泉で炭酸泉の効果を研究し、長湯温泉を世界でも稀有な含鉄炭酸泉であると紹介[22]。
- 1978年（昭和53年）3月31日 - 国民保養温泉地に指定される。
- 2006年（平成18年）5月24日 - 九州初の源泉かけ流し宣言を行った[3]。
- 2007年（平成19年）5月10日 - 「日本一の炭酸泉」と謳っていることに対し、「根拠が不明確である」として大分県より行政指導が行われ、使用を中止した[5]。
- 2007年（平成19年）12月7日 - 長湯温泉協会が「日本一の炭酸泉」の再宣言を行った[23][24][25]。
- 2015年（平成27年）5月1日 - 2012年度に改正された温泉法の新基準に基づいた再指定事業により、長湯温泉に久住高原温泉郷、竹田・荻温泉を加えた「竹田温泉群」が国民保養温泉地に選定された[注 1]。

## 交通
- 豊肥本線豊後竹田駅から大野竹田バス「玉来・竹田～久住～直入支所線」で40 - 50分、「長湯車庫」停留所下車。
  - 大分県道47号竹田直入線を経由する。
  - 平日は1時間に1本運行されるが、土曜・休日は便が減る。
  - 経由地の異なる路線や、コミュニティバスの路線もあるが、路線ごとに運行日・所要時間・運賃が異なる。
- 日豊本線大分駅から竹田市コミュニティバスで1時間50分、「長湯車庫」停留所下車。
  - 1日2往復のみの運行。久大本線小野屋駅も経由する（所要55分）。
- 九州産交バス・大分バスが熊本-大分間で運行する特急バスやまびこ号 (特急バス)（1日6往復の運行）で「竹田温泉花水月」停留所で下車し（阿蘇くまもと空港から所要約1時間45分）、上記一般路線に乗り継ぐことも可能。